# Museum Blindenwerkstatt Otto Weidt

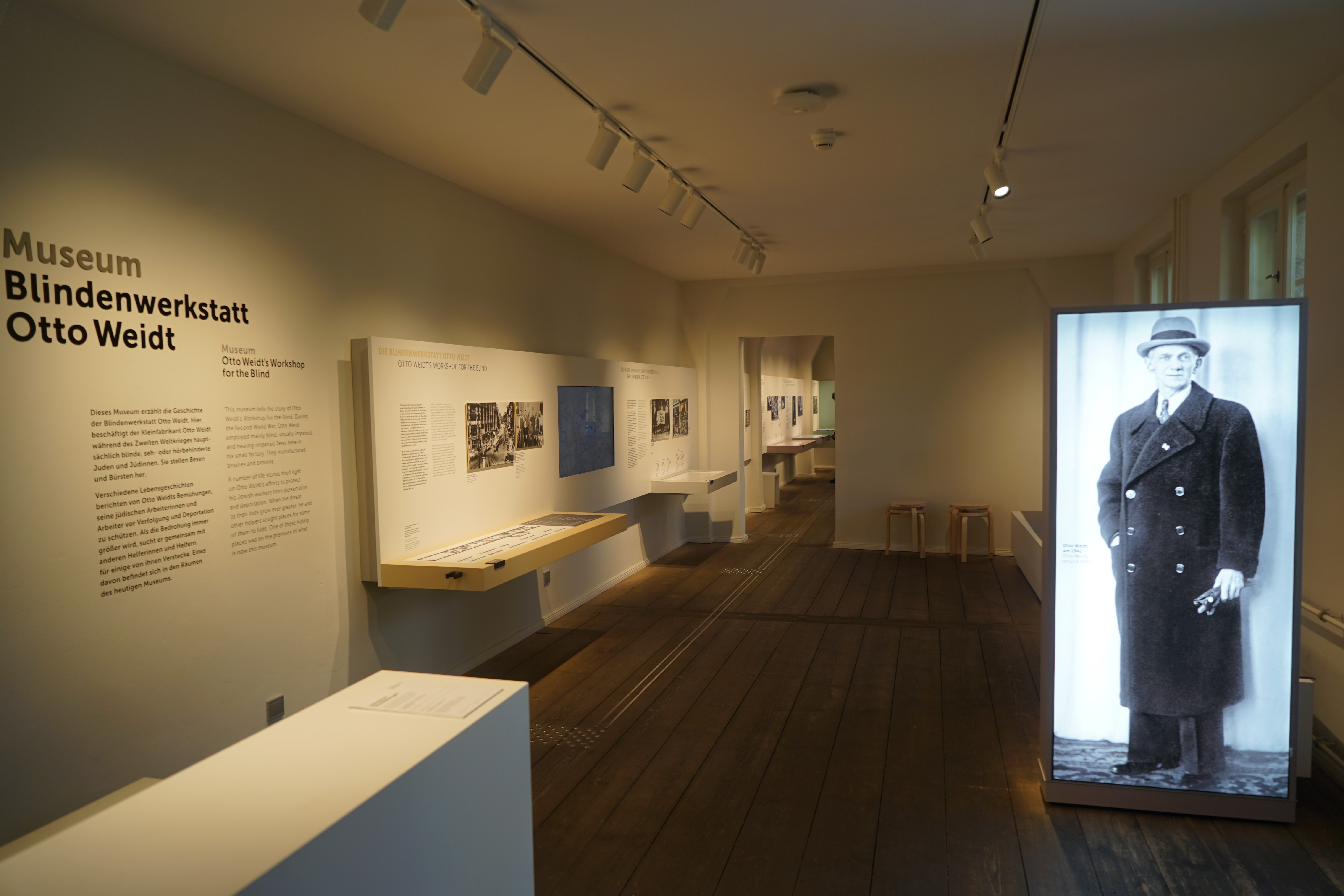
Eingangsbereich des Museums, 2025

Das Museum Blindenwerkstatt Otto Weidt ist ein Museum in der Stiftung Gedenkstätte Deutscher Widerstand. Es wurde in der ehemaligen Blindenwerkstatt des Kleinfabrikanten und Judenretters Otto Weidt in der Rosenthaler Straße 39 (Haus Schwarzenberg) in Berlin-Mitte eingerichtet.

## Geschichte

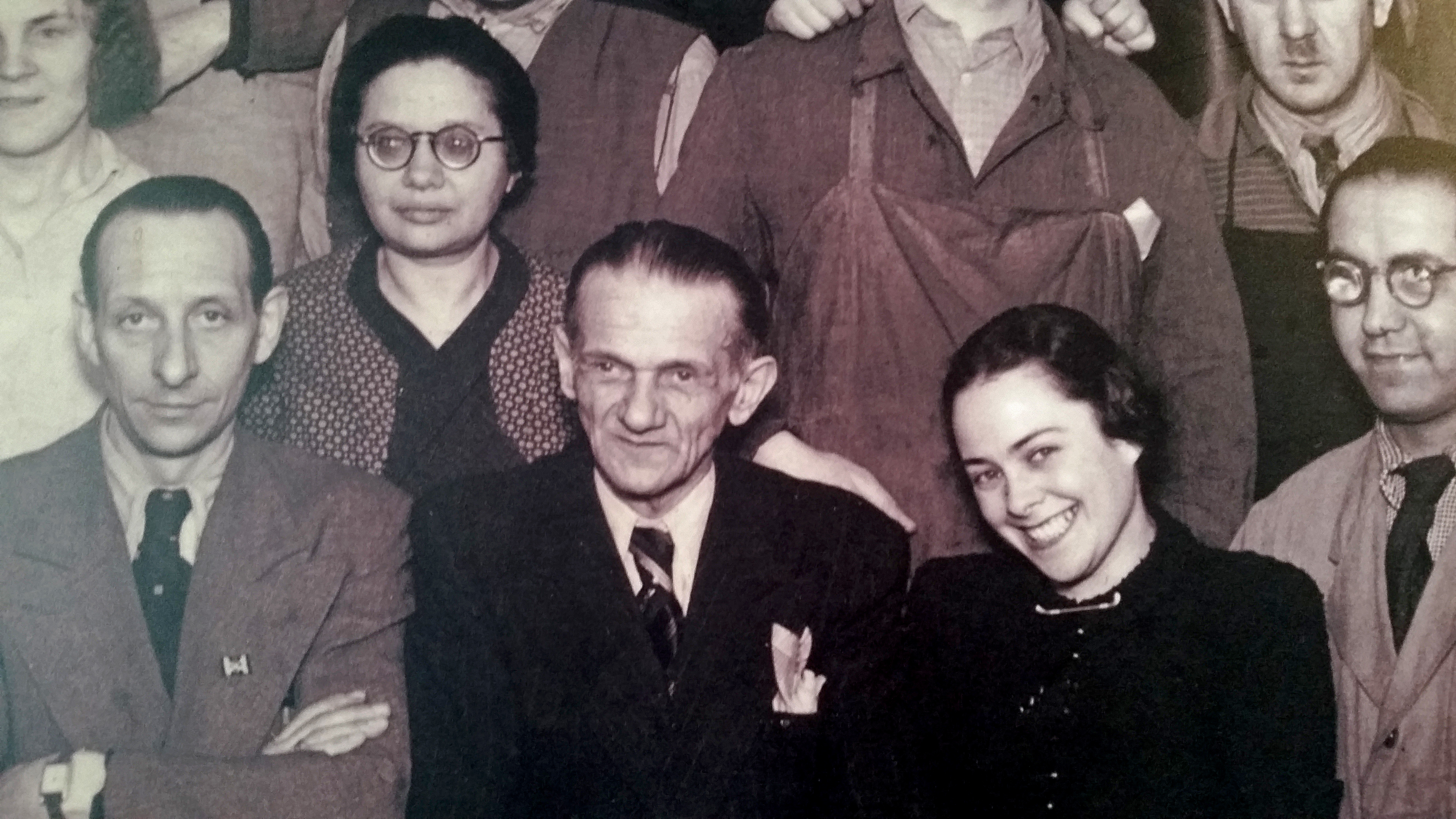
Gustav Kremmert, Otto Weidt und Alice Licht

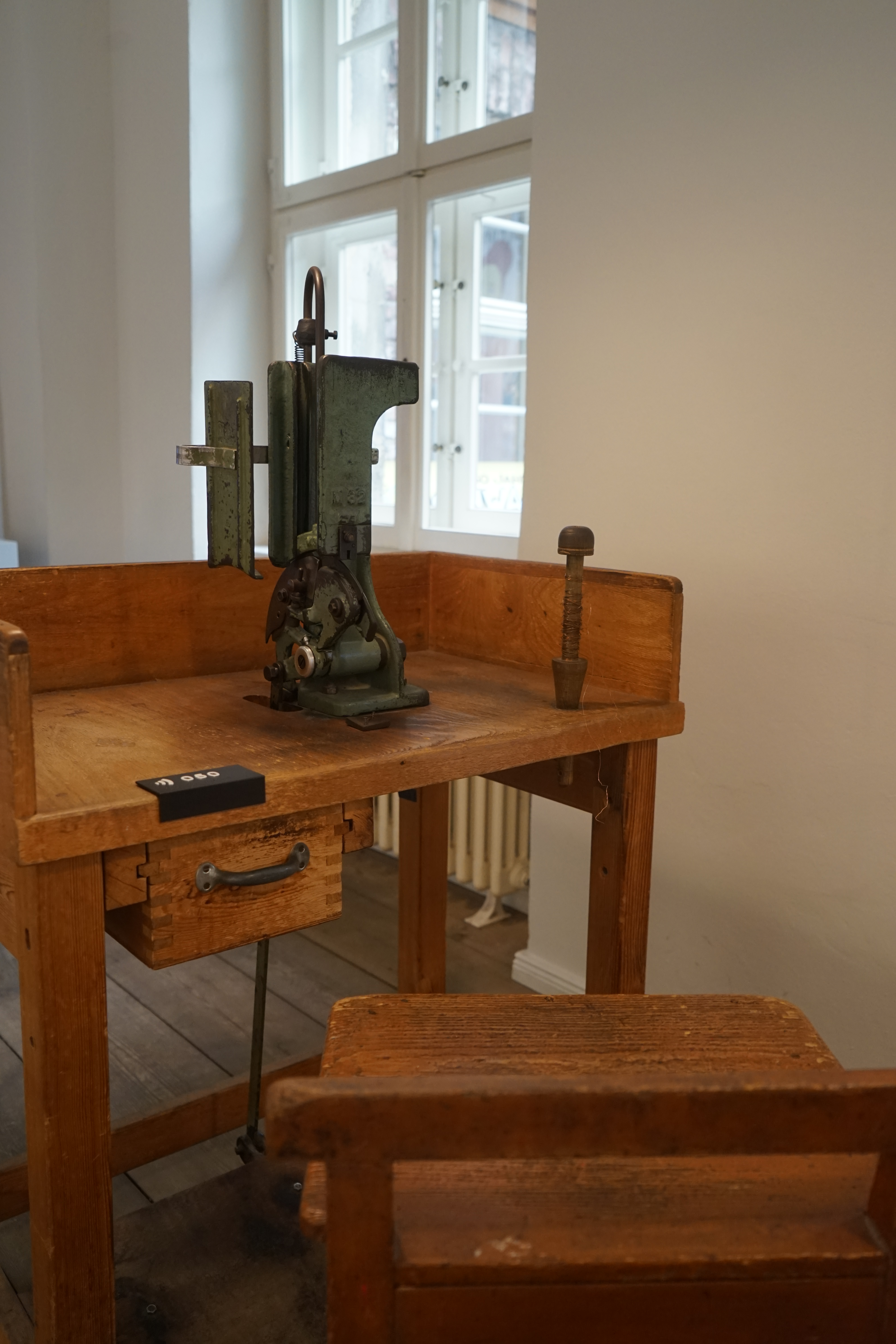
Arbeitsplatz eines Bürstenbinders

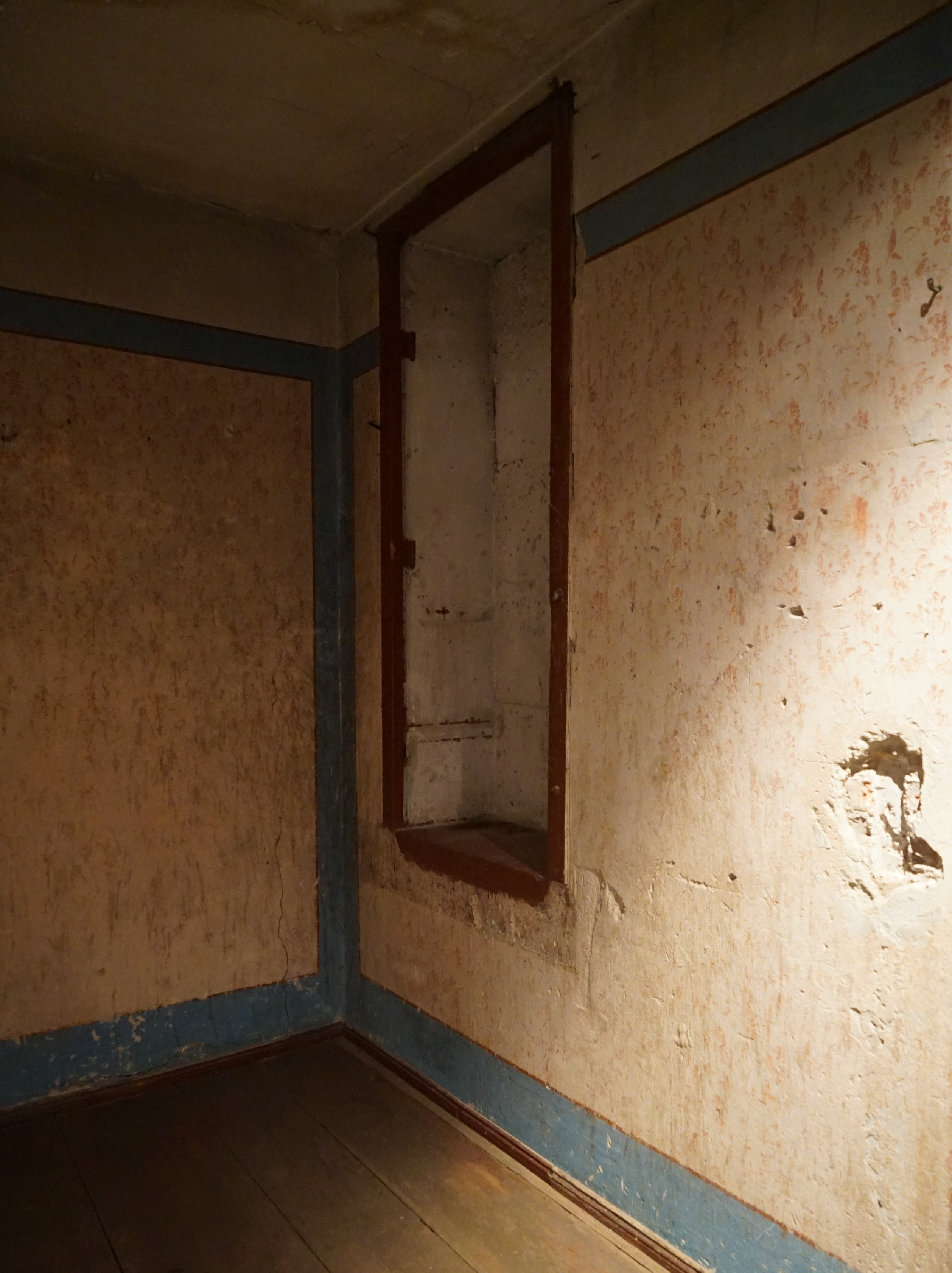
Versteck der Familie Horn

Der Tapezierer und Dekorateur Otto Weidt gründete 1939 nach seiner fast vollständigen Erblindung mit Gustav Kremmert die erste Blindenwerkstatt Otto Weidt in der Kreuzberger Großbeerenstraße 92. Aus den dortigen Kellerräumen zog die Werkstatt 1940 in der Rosenthaler Straße um, wo sie das gesamte erste Stockwerk des Seitenflügels einnahm. Meist blinde, seh- oder hörbehinderte Juden stellten dort Besen und Bürsten her. Der Betrieb galt als „wehrwichtig“, da er auch die Wehrmacht belieferte. Im Jahr 1941 waren etwa 35 Menschen bei Weidt beschäftigt. Leiter der Zurichterei war Chaim Horn, der bis zur Arisierung Besitzer der Bürstenfabrik Brandenburger Bürsten-Industrie in Brandenburg an der Havel gewesen war.
Im Rahmen der „Fabrikaktion“ wurden im Februar 1943 viele Mitarbeiter Weidts verhaftet und in der Folge in Vernichtungslagern ermordet. Weidt versteckte die vierköpfige Familie Horn, die bis dahin bei Gustav Kremmert in der Großbeerenstraße zur Untermiete gewohnt hatten, in einem fensterlosen Raum der Blindenwerkstatt. In einem Außenlager versteckte er Alice Licht und ihre Eltern. Anfang Oktober 1943 wurden die versteckten Personen durch einen Informanten an die Gestapo verraten. Die Horns wurden am 14. Oktober 1943 in das Vernichtungslager Auschwitz-Birkenau deportiert und dort ermordet, die Eltern Lichts kamen dort im Juli 1944 um. Alice Licht konnte von einem Todesmarsch entkommen und erlebte das Kriegsende in der Wohnung der Weidts. Die Witwe Weidts führte die Blindenwerkstatt nach seinem Tod im Dezember 1947 weiter. Der Ost-Berliner Magistrat löste das Unternehmen 1952 auf.
Inge Deutschkron, die Weidt mit einem gefälschten Ausweis versah, da er keine Jüdin in seinem Büro beschäftigen durfte, setzte sich „maßgeblich“ für die Gründung des Museums Blindenwerkstatt Otto Weidt und der Gedenkstätte Stille Helden ein. In der Zufahrt ließ sie eine Gedenktafel verlegen. Studierende der Fachhochschule für Technik und Wirtschaft (FHTW Berlin) richteten 1999 eine erste Ausstellung ein, aus der das Museum entstand. Sechs Jahre später wurde es eine Einrichtung der Stiftung Gedenkstätte Deutscher Widerstand. Die erste Dauerausstellung von 2006 wurde 2023 neugestaltet. Benachbart ist das Berliner Anne Frank Zentrum.
Von 2008 bis 2017 war im Museum die Gedenkstätte Stille Helden beheimatet, die nach ihrem Umzug im Februar 2018 im Bendlerblock (Stauffenbergstraße 13–14) wiedereröffnet wurde.

## Angebot
Das Museum bietet Führungen, mehrstündige Workshops und Online-Seminare ein. Führungen werden in deutscher, englischer, französischer, italienischer, hebräischer und einfacher deutscher Sprache sowie für blinde, sehbehinderte und gehörlose Menschen angeboten. Daneben werden regelmäßig öffentliche Führungen für Einzelbesucher angeboten. Die Einrichtung ist mit einem Bodenleitsystem für Blinde ausgestattet.

## Belege
1. ↑  Museum Blindenwerkstatt Otto Weidt: Workshops. Abgerufen am 28. Juni 2025.
2. ↑  Museum Blindenwerkstatt Otto Weidt: Online Seminare. Abgerufen am 28. Juni 2025.
3. ↑  Museum Blindenwerkstatt Otto Weidt: Führungen. Abgerufen am 28. Juni 2025.

Koordinaten: 52° 31′ 27,5″ N, 13° 24′ 8,5″ O